# 陈玉娘
陳玉娘（1947年—），生於印度尼西亚梭罗市，祖籍福建省福清縣，中国60至70年代著名女子羽毛球运动员。

## 生平
陳玉娘1947年生于印度尼西亚梭罗市，家开小杂货店，哥哥陈盛兴曾是印尼的乒乓球冠军。由於自小就读印尼文小学，所以不懂中文华语。他與张光明是青梅竹马，自小在梭罗一起打羽毛球。12岁时，具有羽毛球天才的她已小有名气，曾贏得梭罗市少年组羽毛球冠军，并曾打败当时印尼女子羽毛球的第三名，名声大起。
及至1960年，印尼排华，另一方面又有一个姓方的侨领得祖国委托，寻找运动尖子送回中国培养，哥哥陈盛兴被动员回国深造，而年仅13岁的陈玉娘在得知消息後，就不顾父母的反对，苦纒哥哥带其回中国。最終，陈盛兴在护照上加上了陈玉娘的名字和照片，两人一起登船回到中国，在湖北省武汉市落戶，並成为成为湖北省运动员。1961年，陈盛兴因被国家队选中而调到了北京，留下14岁的陈玉娘跟随印尼归侨队长张柱盛继续苦练羽毛球。
陈玉娘打球时脚步快速，移动与手法的运用堪称一绝，在中國國內的比賽難逢敵手。张光明指出，陳玉娘是非常刻苦的運動員，當早晨别人还在睡觉，她已跑完圈了，训练时间总是比别人长、比别人自觉。而陳玉娘的教练陈福寿亦说，其他人是逼着训练，但对她卻要限制训练。
然而，由於当时的历史原因，中国选手没能参加如全英羽毛球公开赛等由国际羽总组织的比赛，但中国曾多次派队到有世界冠军的国家去比赛，只要陈玉娘参加，世界冠军也会败在她的拍下，因而被誉为“不是世界冠军的世界冠军”。正因如此，1986年5月3日国际羽联授予陈玉娘“特殊贡献奖”，之后又进入国际羽联“名人堂”，以表彰她为羽毛球事业做出的贡献。
1974年，陳玉娘与湯仙虎搭档獲得1974年亚洲运动会的羽毛球混合雙打銅牌。
陳玉娘於1979年退役。1981年末，陈玉娘成为教练员，开始執教中國女子羽毛球隊。在十几年的教练岗位上，陈玉娘为国家培养了十几个世界冠军，然而这十几个世界冠军并非是从众多的选手中产生的，而是培养一个成材一个，像韩爱平、关渭贞、唐九红和张宁等，都是经陈玉娘从选苗、培养而成为世界冠军的。

## 家庭
陈玉娘的丈夫张光明，同是回到中国效力的印尼华侨羽毛球运动员。她在28岁时結婚，但婚后马上就当了教练，每天由早上6点出早操到晚上10点才回家，心疼妻子的丈夫为了让陈玉娘安心做好教练工作，特意辞去了国家队羽毛球男队教练的职务。张光明曾说，之所以选择离开国家队自己给自己打工，是因为陈玉娘在羽毛球上的造诣比自己深厚，一个人的离开才是双赢的局面。在丈夫的支持下，陈玉娘还连续三届担任了全国人大代表，事业成就卓越。
陈玉娘在38岁時誕下儿子，但从儿子出生起，她就由于繁忙的教练工作而没尽到过母亲的义务。从买菜做饭到打扫卫生，从孩子的饮食到学习，都是他爸爸一手一脚做的。儿子後來只身前往澳大利亚读书。
陈玉娘後來从一线教练岗位上退下，和丈夫张光明定居香港。